# Piszurka
Piszurka (bułg. Пишурка) – wieś w Bułgarii, w obwodzie Montana, w gminie Medkowec. Według Ujednoliconego Systemu Ewidencji Ludności oraz Usług Administracyjnych dla Ludności, miejscowość zamieszkuje 71 mieszkańców.